# Szerémi Borbála
Tóth Györgyné Szerémi Borbála, olykor T. Szerémi Borbála (Jászkisér, 1896. február 9. – Budapest, 1984. január 28.) szabómunkás, párttörténész.

## Élete
Szerémi András földbirtokos és Gőz Juliánna lányaként született, vallása református. 23 évesen kapcsolódott be a szabómunkások szakszervezeti munkájába, a kommün után pedig a munkásművelődési mozgalomban működött. 1927-től fogva volt a Kommunisták Magyarországi Pártjának tagja, s a szakszervezeti munka mellett a munkáseszperantó mozgalomban is részt vett. 1933-ban Hollandiában az I. Európai Fasisztaellenes Kongresszusra küldött magyar delegáció vezetője volt, a következő évben azonban letartóztatták és két évig börtönben volt. Miután kiszabadult, a Magyarországi Vörös Segély kötelékében dolgozott tovább. A második világháborút követően az MNDSZ (Magyar Nők Demokratikus Szövetsége) egyik irányítója volt, 1948-tól fogva a Munkásmozgalmi Intézet tudományos munkatársa, s itt, továbbá az intézmény jogutódjánál (Párttörténeti Intézet) működött, mígnem nyugdíjazták. 1963 és 1968 között a Magyar Eszperantó Szövetség elnöke volt.

## Művei
- A magyar munkásmozgalom története képekben. [Szerk. a Magyar Munkásmozgalmi Intézet]; [összeáll. T. Szerémi Borbála]. [Budapest], [1950], Szikra.
- Zalka Máté. Budapest, 1952, Művelt Nép.
- Schőnherz Zoltán. Budapest, 1952, Ifj. Kiadó.
- Rózsa Ferenc és Richárd. Orbán Sándorral. Budapest, 1953, Művelt Nép.
- Szamuely Tibor. Budapest, 1954.
- A szabadság vértanúi. Kiadja az MSZMP Központi Bizottságának Párttörténeti Intézete. Budapest, 1960, Kossuth Kiadó.